# Aprende con Pokémon: Aventura entre las teclas
Aprende con Pokémon: Aventura entre las teclas (en inglés: Learn with Pokémon: Typing Adventure), conocido en Japón como Battle & Get! Pokémon Typing DS (バトル&ゲット！ポケモンタイピングDS  Batoru & Getto! Pokemon Taipingu DS?), es un videojuego spin-off de Pokémon desarrollado por Genius Sonority para Nintendo DS. Fue lanzado en Japón el 21 de abril de 2011 y en Europa el 21 de septiembre de 2012.

## Modo de juego
La mecánica de juego consiste en mecanografiar con rapidez y precisión los nombres de los Pokémon que van apareciendo durante el viaje del jugador por las diferentes rutas y ciudades, con el fin de capturarlos.
En este juego se incluyen dos personajes muy importantes, una es Ana Escribano, una chica que le da consejos al jugador durante todo el juego, y el otro es el profesor Vicente Clado, el que le encomienda al jugador la tarea de registrar a los más de 400 Pokémon que están en los diferentes niveles del juego.
Para ir capturando los Pokémon es necesario escribir correctamente el nombre del Pokémon en la pantalla táctil o en el teclado, así se irá registrando en el "Cuaderno de Investigación" (equivalente a la Pokédex en este juego). En la versión japonesa del juego hay que escribir el nombre romanizado.
Aprende con Pokémon: Aventura entre las teclas trae varias novedades, además de ser el primer juego de mecanografía de Pokémon también puede guardar hasta cuatro partidas y se puede elegir el color de la vestimenta del personaje.
Este juego tendrá como accesorio un teclado inalámbrico para facilitar la escritura. Además será compatible con cualquier dispositivo Bluetooth.

## Recepción

### Crítica
El juego recibió reseñas generalmente positivas de parte de los críticos especializados.

### Ventas
En Japón Aprende con Pokémon: Aventura entre las teclas encabezó las listas de ventas en su primera semana, vendiendo 59.363 copias. El juego continuó vendiendo bien meses después, siguió estando entre los diez juegos más vendidos de la semana del 13 al 19 de junio.